# جاوید اقبال (قاتل زنجیره‌ای)
جاوید اقبال عمیر (۸ اکتبر ۱۹۵۶ – ۸ اکتبر ۲۰۰۱) قاتل زنجیره‌ای پاکستانی بود که به آزار جنسی و قتل ۱۰۰ پسر جوان ۶ تا ۱۶ ساله اعتراف کرد. اقبال قربانیان را خفه کرد، اجساد آنها را تکه‌تکه کرد و برای پنهان کردن شواهد قتل، آنها را در اسید حل کرد. او مجرم شناخته شد و به شیوۀ عدالت سزادهنده به مرگ محکوم شد؛ یعنی به همان شیوه‌ای که قربانیان خود را کشته بود. البته معین الدین حیدر وزیر داخله اذعان کرد که چنین مجازاتی قانوناً مجاز نیست. اقبال قبل از اجرای هر نوع حکمی خودکشی کرد.

## اوایل زندگی
اقبال در یک خانواده مسلمان پنجابی راجپوت به دنیا آمد و ششمین فرزند از هشت فرزند پدر تاجرش بود. او به عنوان دانشجوی متوسطه در کالج دولتی اسلامیه، راه‌آهن جاده لاهور تحصیل کرد. در سال ۱۹۷۸، در حالی که هنوز دانشجو بود، یک تجارت مجدد ریخته‌گری فولاد را راه‌اندازی کرد. اقبال همراه با پسران در ویلایی در شادباغ زندگی می‌کرد که پدرش برای او خریده بود.

## قتل‌ها
در دسامبر ۱۹۹۹، اقبال نامه ای به پلیس و خاور نعیم هاشمی، سردبیر روزنامه لاهور فرستاد و به تجاوز و قتل ۱۰۰ پسر فراری اعتراف کرد که همگی بین ۶ تا ۱۶ سال سن داشتند. او در این نامه مدعی شد که قربانیان را -که عمدتاً فراری‌ها و یتیمان ساکن خیابان‌های لاهور بودند- خفه و تکه‌تکه کرده و اجساد آنها را با استفاده از اسید هیدروکلریک از بین برده است. او بقایای قربانیان را در یک رودخانهٔ محلی می‌ریخت.
پلیس و خبرنگاران در خانهٔ اقبال، لکه‌های خون روی دیوارها و زمین را به همراه زنجیری که اقبال ادعا می‌کرد قربانیان خود را با آن خفه کرده است و عکس بسیاری از قربانیانش در کیسه‌های پلاستیکی پیدا کردند. این اقلام با جزوه‌های دست‌نویس منظم برچسب‌گذاری شده بودند. دو محفظهٔ اسید با بقایای انسانی نیمه حل شده نیز جوری در معرض دید قرار داد شده بود که پلیس آنها را پیدا کند؛ با یادداشتی که مدعی بود اجساد موجود در خانه عمداً دور ریخته نشده‌اند تا مقامات آنها را پیدا کنند.
اقبال در نامهٔ خود اعتراف کرد که در پی جنایاتش قصد داشت خود را در رودخانه راوی غرق کند، اما پلیس پس از کشیدن ناموفق رودخانه با تور، بزرگ‌ترین تعقیب انسان در تاریخ پاکستان را آغاز کرد. چهار همدست، پسران نوجوانی که در آپارتمان سه خوابه اقبال مشترک بودند، در سوهاوا دستگیر شدند. در عرض چند روز، یکی از آنها در بازداشت پلیس جان باخت. گویا او از پنجره پایین پریده بود.
انگیزهٔ اقبال از ارتکاب قتلش خشم او از بی‌عدالتی محسوس پلیس لاهور بود که او را به اتهام لواطی علیه یک پسر جوان فراری در دهه ۱۹۹۰ دستگیر کرده بود. هیچ اتهامی در رابطه با این جرم مطرح نشد. در پی این اتهام مادرش قبل از اینکه دچار یک حمله قلبی مرگبار شود، «مجبور شده بود که روند زوال [او] را تماشا کند». بنابراین او تصمیم گرفته بود ۱۰۰ مادر را همانند مادر خودش در سوگ فرزند بنشاند.

## آزمایش
یک ماه بود که اقبال در ۳۰ دسامبر ۱۹۹۹ خود را به دفاتر روزنامه جنگ تسلیم کرد. او متعاقباً دستگیر شد. او اظهار داشت که از ترس جان خود و به این دلیل که می‌ترسید پلیس او را به قتل برساند، خود را به روزنامه تسلیم کرده است.
اقبال به اعدام محکوم شد. قاضی این حکم را صادر کرد و گفت: «شما را جلوی چشم والدینی که فرزندانشان را کشته‌اید خفه می‌شوید و جسد شما را به همان شکلی که بچه‌ها را کشتید، ۱۰۰ تکه می‌کنند و در اسید می‌ریزند.» معین الدین حیدر وزیر داخله با بیان این که پاکستان یکی از امضاکنندگان کمیسیون حقوق بشر است، در تناقض با این حکم گفت: «چنین مجازاتی قانوناً مجاز نیست».
اقبال ظاهراً قبل از اجرای حکم اعدام خود را در سلولش حلق‌آویز کرد و همدست دیگری در همان شب در سلولی در همان نزدیکی به دار آویخته شد.

## در فرهنگ عامه
جاوید اقبال: داستان ناگفته یک قاتل سریالی یک فیلم پاکستانی محصول سال ۲۰۲۲ است که قرار بود در ۲۸ ژانویه ۲۰۲۲ اکران شود. با این حال، این فیلم توسط دولت پنجاب و هیئت مرکزی سانسور فیلم توقیف شد و یک روز قبل از اکران از سینماها خارج شد. این فیلم به کارگردانی ابوعلیها با یاسر حسین در نقش قاتل سریالی بدنام ساخته شده است.